# Mille (namn)
Mille är vanligen ett manligt förnamn i Sverige eller smeknamn för Emil. I Danmark och Norge är det ett kvinnligt förnamn och smeknamn för Emilie. Den 8 april 2025 fanns i Sverige 1335 personer med förnamnet Mille.

## Personer med förnamnet Mille
- Mille Dinesen, skådespelare, Danmark
- Mille Hoffmeyer Lehfeldt, skådespelare, Danmark
- Mille Markovic, svensk proffsboxare och känd brottsling
- Mille Millnert, professor och rektor för Linköpings universitet, Sverige
- Mille Schmidt, revyskådespelare och regissör, Sverige
- Mille Petrozza, sångare i den tyska metal-gruppen Kreator